# Patricia Alonso
Patricia Alonso Jiménez (Madrid, 27 de abril de 1979) es una exjugadora de balonmano de la selección española que jugó, entre otros, en el Osito L'Eliana y en el CB Amadeo Tortajada así como en la selección española. Compitió en los Juegos Olímpicos de Verano de 2004 en Atenas. Actualmente ejerce de masajista deportivo.
Es hija del expresidente de ABF, Antonio Alonso y hermana de la también exjugadora internacional, la portera Montaña Alonso. 

## Trayectoria
Comenzó su carrera en el Club Balonmano Leganés, donde pasó por toda las categorías inferiores hasta llegar al de División de Honor cuando tenía 16 años. Con 20 años Cristina Mayo la llamó para su Osito L'Eliana (el histórico Balonmano Sagunto) (1999–2004). De ahí pasó al Ferrobus Mislata–Cementos Unión Ribarroja (2004–2008), siguió con el Club Balonmano Mar Alicante (2008–2010) y Elda Prestigio (2010-2012)
Cambió España por Francia y fichó por el Besançon francés, para pasar 2 temporadas (2012–2014).
Volvió a Valencia, al Balonmano Canyamelar, en el 2014, donde se retiró en el 2017 en un homenaje al que acudieron grandes del balonmano español: Cristina Gómez, Susana Pareja, Paula Simescu, Anabella Forner, Zornitza Koleva, Tere Tur, Maite Andreu,... En el partido de despedida, los árbitros marcaron penalti a falta de 46 segundos a favor del Canyamelar y, tras hablar los entrenadores (Susana Pareja era la entrenadora del Canyamelar) en la banda con los árbitros, dejaron que se terminara el partido ante la ovación del público a la jugadora madrileña. Patricia lanzó el penalti con el cronómetro a cero. Su último gol como profesional.
Era una gran defensora pero en ataque, gracias a su gran corpulencia, la hacía difícil de parar. Su velocidad en la finta al punto débil, así como su excepcional brazo derecho le hizo lucir el nombre de "cañonera" por los campos de balonmano.

### Palmarés
- 4 Ligas españolas (2 con el Osito L'Eliana y otras 2 con el Cementos La Unión Ribarroja)
- 3 Copa de la Reina (1 con el Osito y 2 con el Cementos La Unión Ribarroja)
- 3 Supercopas de España (1 con el Osito y 2 con el Cemento La Unión Ribarroja)
- 2 Copas ABF

## Selección Española
Debutó con la selección española absoluta el 30 de abril de 1998, de la mano de José Colmenero, en el clasificatorio para el Campeonato de Europa, ante Lituania. Con 100 internacionalidades y 220 goles con la selección nacional, participó en los Juegos Olímpicos de Atenas 2004, donde consiguió un diploma olímpico al quedar en sexta posición.
Consiguió una medalla de oro en los Juegos del Mediterráneo de Almería 2005. Fue campeona de Europa Juvenil en Austria, en 1997 y fue elegida mejor jugadora del mundo en el Mundial Júnior de 1999. En este mundial celebrado en China anotó, en un partido, 16 de los 30 goles que consiguió su equipo. Terminó con un total de 71 goles como máxima goleadora del torneo.
Renunció a la selección en 2007 tras el Campeonato del Mundo de Francia 2007. Su último partido fue en el mundial ante Croacia.